# Wiesław Glos
Wiesław Albin Glos (ur. 12 września 1936 w Krakowie, zm. 6 stycznia 2021 tamże) – polski szermierz, architekt, olimpijczyk z Rzymu 1960 i Tokio 1964.

## Sportowiec
Zawodnik specjalizujący się w szpadzie. Na mistrzostwach świata juniorów w roku 1957 zajął 4. miejsce.
Dwukrotny indywidualny mistrz Polski w szpadzie w latach 1958–1959. Zdobywca brązowego medalu mistrzostw Polski w roku 1957 (indywidualnie) i w latach 1957, 1964-1965 (drużynowo).
Uczestnik mistrzostw świata w roku 1959 podczas których zajął 4. miejsce.
Wywalczył srebrny medal Uniwersjady w 1959 roku w turnieju drużynowym.
Na igrzyskach olimpijskich w 1960 roku wystartował w turnieju indywidualnym odpadając w eliminacjach (2. runda) oraz w turnieju drużynowym, w którym Polska odpadła w ćwierćfinale. Na kolejnych igrzyskach w 1964 roku w Tokio wystartował tylko w turnieju indywidualnym odpadając w eliminacjach (2. runda).

## Architekt
W 1964 ukończył studia na Wydziale Architektury Politechniki Krakowskiej, był laureatem wielu konkursów architektonicznych w kraju i za granicą, oraz autorem i współautorem projektów i realizacji architektonicznych. Juror w wielu konkursach architektonicznych, wykładowca akademicki. Od 1965 członek Stowarzyszenia Architektów Polskich Oddział Kraków, w latach 1984-2009 jego sekretarz. Od 2009 przewodniczący Oddziałowego Sądu Koleżeńskiego, a także sędzia Kolegium Sędziów Konkursowych SARP, wyróżniony Brązową (1971) oraz Srebrną (2003) Odznaką SARP.
15 stycznia 2021 został pochowany na Cmentarzu Salwatorskim w Krakowie.

### Dorobek architektoniczny
- projekt koncepcyjny rozbudowy Muzeum Narodowego w Poznaniu,
- projekt koncepcyjny zagospodarowania przestrzennego terenów tzw.  Cypla Czerniakowskiego w Warszawie,
- projekt gmachu Teatru Muzycznego w Krakowie,
- projekt gmachu opery w Sofii.
- projekt i realizacja kościoła Miłosierdzia Bożego w Krakowie,
- projekt i realizacja budynku Ekspozytury Banku PKO w Zakopanem,
- projekt i realizacja wnętrz budynku Banku PKO w Nowym Sączu.